# قاموس لبعض مصطلحات الأدلة الجنائية الرقمية
الأدلة الجنائية الرقمية (بالإنجليزية: Digital forensics)‏ هو فرع من العلوم الجنائية (بالإنجليزية: forensic sciences)‏ متعلق بالتحري والوسائط الرقمية والاجهزة الرقمية، يوجد العديد من المصطلحات الجديدة في علوم الادلة الجنائية الرقمية كالتالي:
الإستحواذ acquisition
وتعني عمل نسخة طبق الاصل من الوسائط الرقمية بغرض الدراسة والفحص.
لأدلة الجنائية الرقمية الحاسوبية computational forensics
الأدلة الجنائية الرقمية الحاسوبية هي ادلة حسابية بالاستعانة بالذكاء اصطناعي
وسائل الإعلام الرقمية digital media
يشير إلى الوسط المادي الحقيقي مثل القرص الصلب أو أي جهاز تخزين بيانات
اكتشاف الإلكتروني e-discovery or eDiscovery
اختصار عام للحروف الأولى من Electronic discovery .
exhibit
غالبا يشير هذا المصطلح إلى وسائل الإعلام الرقمية digital media الماخوذة كمصدر للتحري.
دالة تجزئة (دالة هاش التشفيرية) hashing
مصطلح هاش يشير إلى استخدام دالة تجزئة مثل اختبار التكرار الدوري CRC وSHA-1 وإم دي 5 MD5 للتحقق من ان image مطابقة للمصدر الاصلي.
صورة image
نسخة طبق الاصل من وسائل الإعلام الرقمية digital media انشئة كجزء من عملية جنائية.
أخذ صورة طبق الاصل imaging
مرادف مساوي لمصطلح إستحواذ acquisition .
مساحة مهملة slack space
هي مساحة في نهاية أي ملف وتكون فارغة